# Panické Dravce
Panické Dravce (em húngaro: Panyidaróc) é um município da Eslováquia, situado no distrito de Lučenec, na região de Banská Bystrica. Tem 11,15 km² de área e sua população em 2018 foi estimada em 754 habitantes.

## Demografia
| Ano:        | 1994 | 2004   | 2014   | 2024   |
| ----------- | ---- | ------ | ------ | ------ |
| Broj ljudi: | 718  | 737    | 745    | 738    |
| Razlika:    |      | +2,64% | +1,08% | -0,93% |

| Ano:               | 2023 | 2024   |
| ------------------ | ---- | ------ |
| Número de pessoas: | 737  | 738    |
| Diferença:         |      | +0,13% |